# Piñera (Cangas del Narcea)
Piñera es una parroquia del concejo de Cangas del Narcea, en el Principado de Asturias, España.

## Entidades de población
- Fondos de Viḷḷa
- Piñera